# Costești (Vâlcea)
Costeşti é uma comuna romena localizada no distrito de Vâlcea, na região de Oltênia. A comuna possui uma área de 100.20 km² e sua população era de 3447 habitantes segundo o censo de 2007.